# 3153 Лінкольн
3153 Лінкольн (3153 Lincoln) — астероїд головного поясу, відкритий 28 вересня 1984 року.
Тіссеранів параметр щодо Юпітера — 3,489.
Названий на честь Авраама Лінкольна